# Dólar Confederado
O Dólar Confederado foi emitido no começo da Guerra Civil Americana pelo recém formado governo dos Estados Confederados da América. Não foi apoiado por ativos físicos, mas simplesmente por uma promessa de pagar ao portador após a guerra, no prospecto de vitória e independência do sul.
A primeira série de papel-moeda confederada, emitida em março de 1861, gerou interesse e teve uma circulação total de $1,000,000. Quando a guerra começou a pender contra os Confederados, a confiança no sistema monetário do novo país entrou em declínio e o governo tentou salvar a economia ao inflacionar a própria moeda, imprimindo milhares de notas sem lastro. Ao final de 1863, o dólar confederado era cotado a apenas seis centavos em ouro, e continuou em queda.
Atualmente, o dólar confederado é considerado um item de colecionador de valor, em suas várias versões, incluindo os emitidos por estados individuais e bancos locais.